# Wangelnstedt
Wangelnstedt er en kommune i den østlige del af Landkreis Holzminden i den tyske delstat Niedersachsen, med 605 indbyggere (2012), og er en del af amtet Eschershausen-Stadtoldendorf.

## Geografi
Wangelnstedt ligger i nærheden af nordenden af Solling, øst for byen Stadtoldendorf mellem højdedragene Elfas mod nordøst, Amtsberge mod syd, Holzberg mod sydvest og Homburgwald mod nordvest. Kommunen gennemløbes af floden Lennes øvre del.

### Inddeling
Ud over Wangelnstedt ligger landsbyerne Denkiehausen, Emmerborn og Linnenkamp i kommunen.

### Nabokommuner
Mod sydvest grænser Wangelnstedt til Heinade, mod vest til Stadtoldendorf, mod nord til Lenne og Eimen samt mod øst og syd til byen Dassel (Landkreis Northeim).